# Plaza Vieja (L'Avana)

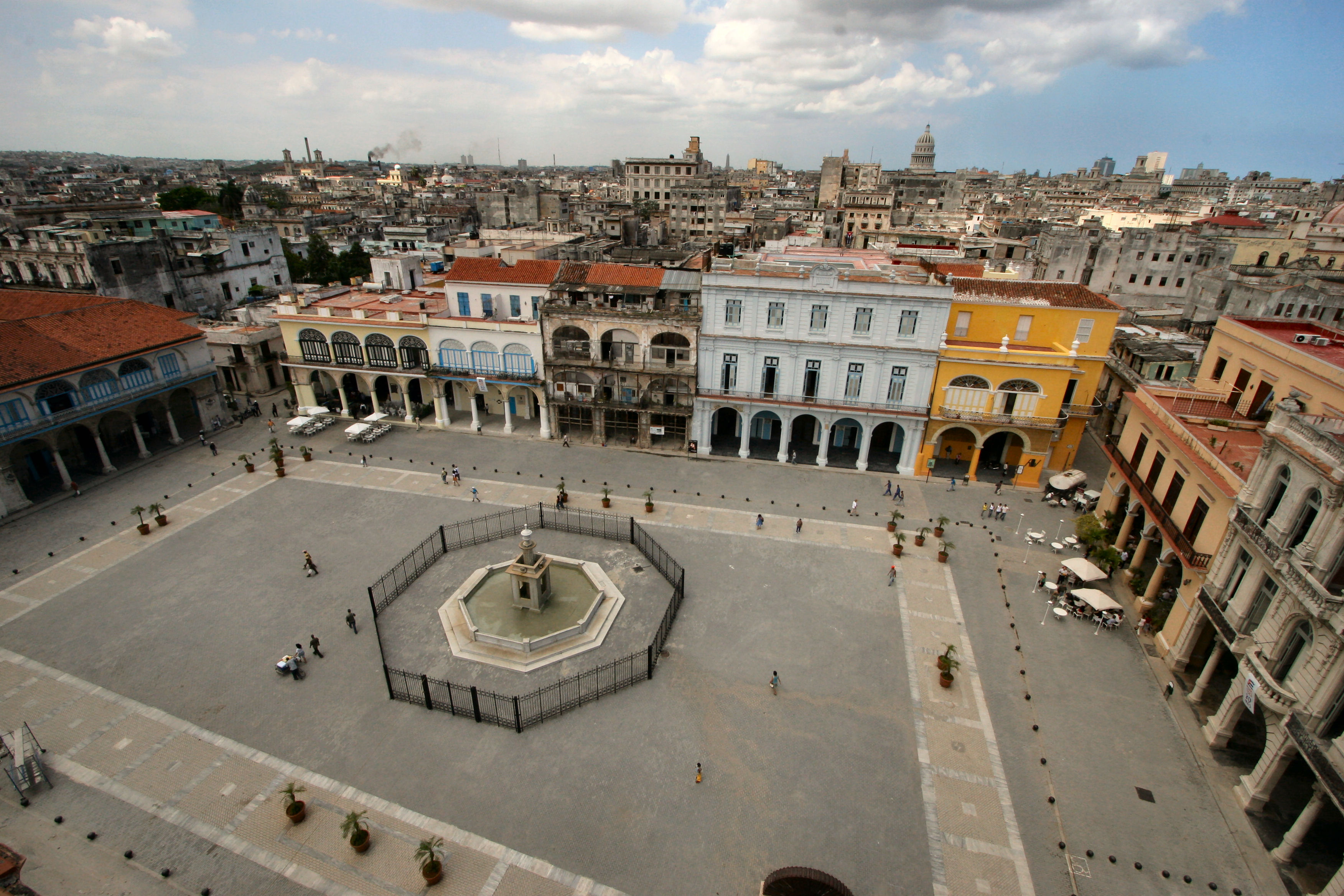
Veduta della piazza

La Plaza Vieja (italiano: Piazza Vecchia) è una piazza situata a La Habana Vieja, Cuba, uno dei sette municipi che costituiscono la città de L'Avana. La popolazione residente della zona ammonta a circa 17.426 persone.

## Descrizione

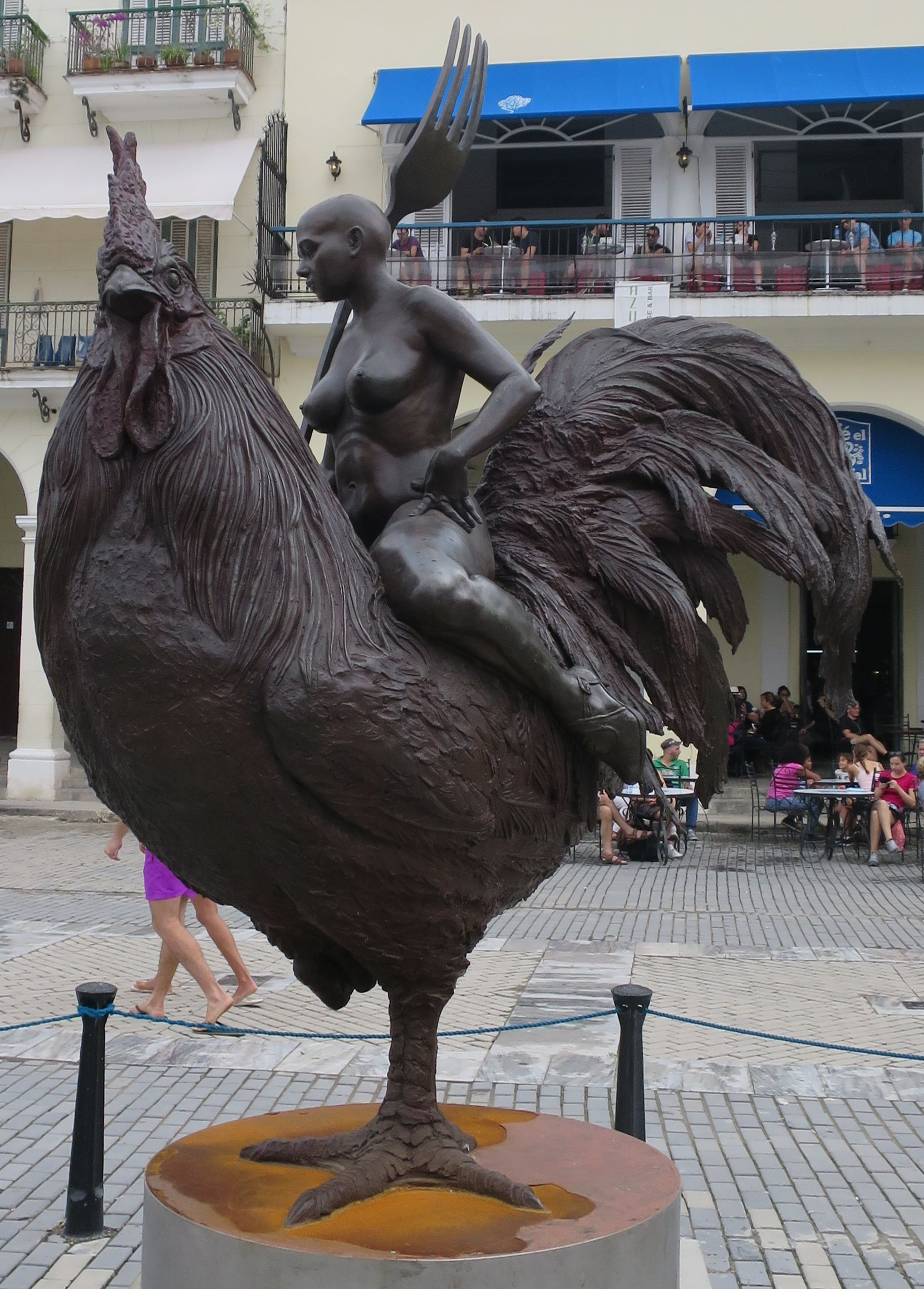
Scultura nella piazza opera di Roberto Fabelo

Il nome della piazza era in origine Plaza Nueva ("Piazza Nuova"). Emerse come spiazzo aperto nel 1559, dopo Plaza de Armas e Plaza de San Francisco. Nell'epoca coloniale era un quartiere residenziale creolo, oggi è meta di turisti.
Plaza Vieja era il luogo dove venivano eseguite le sentenze capitali, i processi, i combattimenti dei tori, e dove si celebravano le varie festività popolari.
La complessa architettura urbana di Plaza Vieja è riscontrabile nei pregevoli edifici coloniali dei secoli XVII, XVIII, e XIX, e da alcuni esempi di costruzioni di inizio XX secolo.
Dal 20 gennaio 2003 una scultura in bronzo opera dell'artista cubano Roberto Fabelo adorna un angolo della Plaza Vieja. La statua rappresenta un enorme gallo cavalcato da una donna nuda e completamente calva, che indossa solo un paio di scarpe con tacchi a spillo ed impugna una gigantesca forchetta. Nella visione dell'artista l'immagine sta a rappresentare il mercimonio delle proprie grazie al quale erano state costrette dalla fame le donne cubane a seguito della crisi economica causata dal crollo dell'Unione Sovietica nei primi anni novanta.
Nell'angolo sud-occidentale della piazza si trova la Casa de los Condes de Jaruco, che ospita mostre di pittori cubani e artisti contemporanei.

## Storia

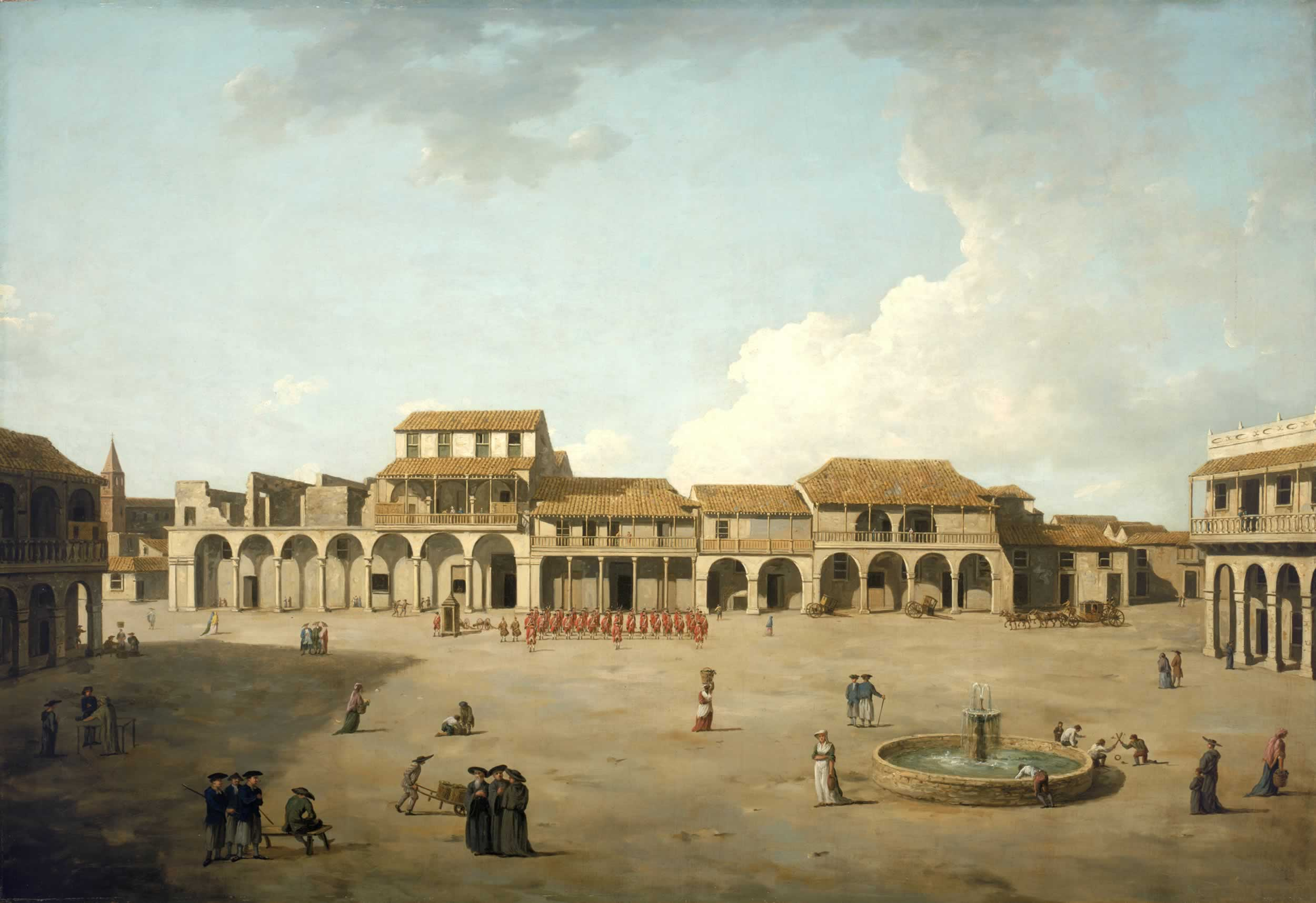
La piazza durante l'occupazione britannica in un dipinto del 1762 di Dominic Serres

Nel 1559 la piazza venne costruita come alternativa popolare a Plaza de Armas, centro militare e governativo.
Nel 1800 il sito venne convertito in una piazza per il mercato popolare, e il nome divenne Plaza del Mercado. Nel 1814 con la nascita del Mercado Nuevo a Plaza del Cristo, il nome cambiò in Plaza Vieja per differenziarla. Altri nomi con i quali è stato identificato il luogo sono: Plaza Real, Mayor, Mercado, Fernando VII, e Plaza de la Constitution.

### XX secolo
L'originale fontana in marmo di Carrara circondata da quattro delfini costruita da Giorgio Massari nel XVIII secolo, fu demolita negli anni trenta del novecento quando il presidente Gerardo Machado (1871-1939) volle la costruzione di un parcheggio sotterraneo. Attualmente è stata sostituita da una copia.
Sin dai primi anni ottanta, quando La Habana Vieja venne dichiarata Patrimonio dell'umanità dall'UNESCO, sono iniziati vari progetti di restauro e conservazione.
La piazza fu restaurata dall’Ufficio degli Storici dell’Avana al fine di restituirle un aspetto che fosse il più fedele possibile a quello del XIX secolo e al giorno d’oggi il sito costituisce uno degli spazi artistici più eclettici della capitale cubana. Degni di nota presso la piazza sono i palazzi e le opere di epoca coloniale e tra di esse si evidenzia il Palazzo dei Conti di Jaruco, un esempio di fusione tra lo stile mudéjar e il barocco. Si può inoltre menzionare la Fototeca di Cuba, luogo espositivo di fotografie cubane storiche e contemporanee e il Centro Brau, uno spazio artistico e culturale rinomato tra gli habaneros. Nei dintorni della piazza fu anche collocato il Planetario de la Habana. Per raggiungere il sito si percorre una delle arterie urbane principali del quartiere: Calle Mercaderes. La strada parte dalla Cattedrale nella parte nord della zona e si estende verso sud incrociandosi con il Museo del Tabacco e il Museo del Cioccolato fino a giungere presso Piazza Vecchia.

## Galleria d'immagini

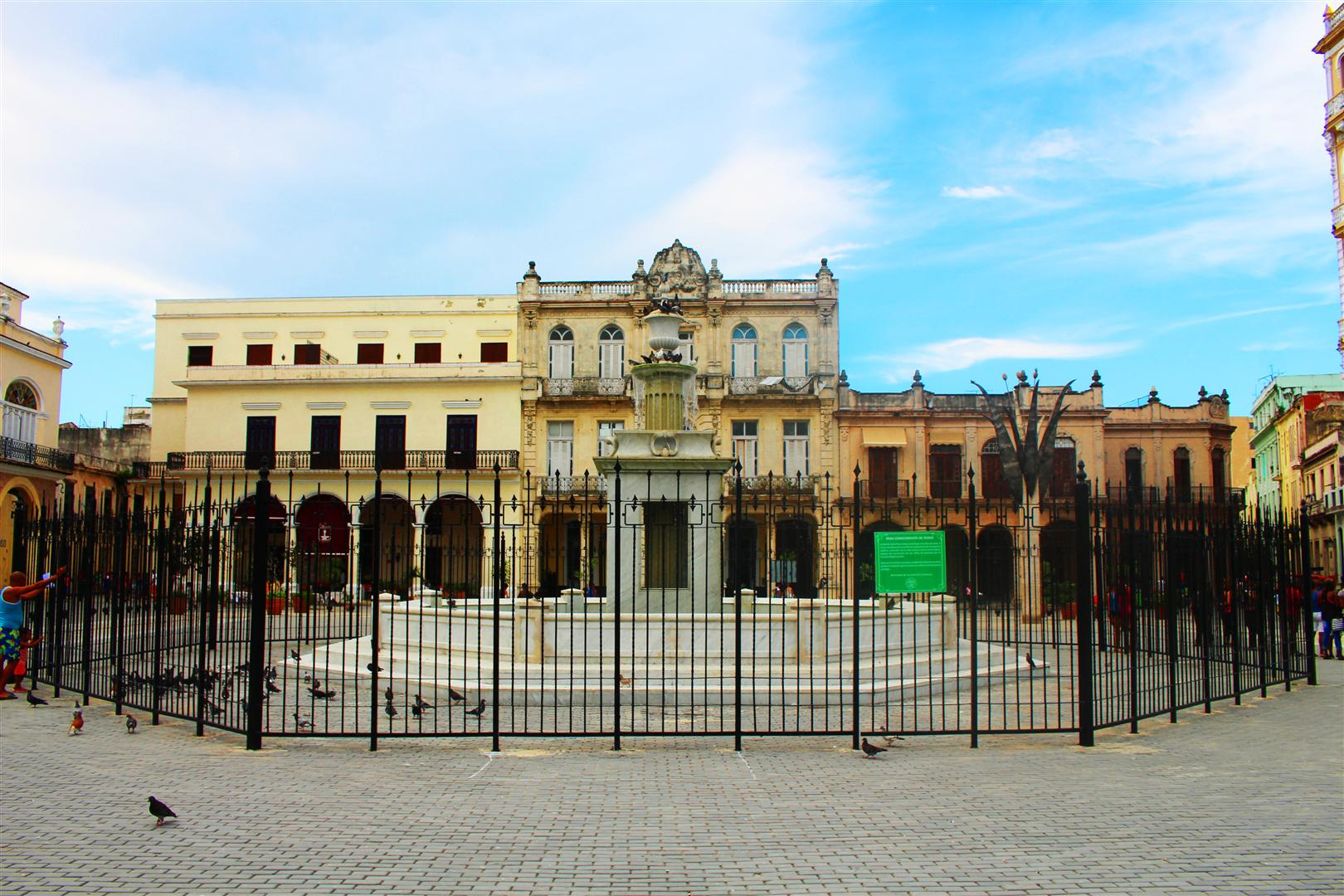
Copia della fontana originale di Giorgio Massari
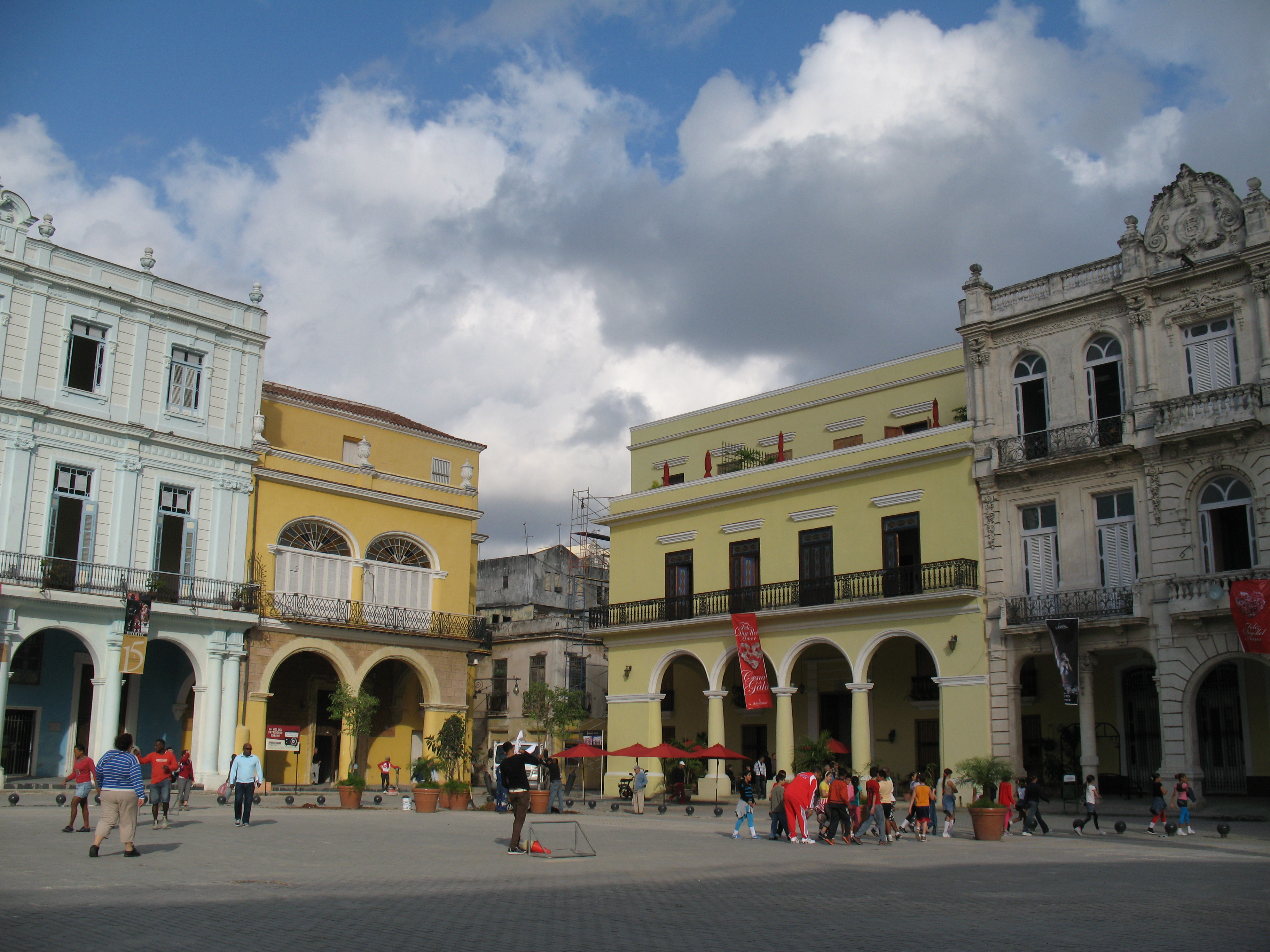
Scorcio di Plaza Vieja nel 2012
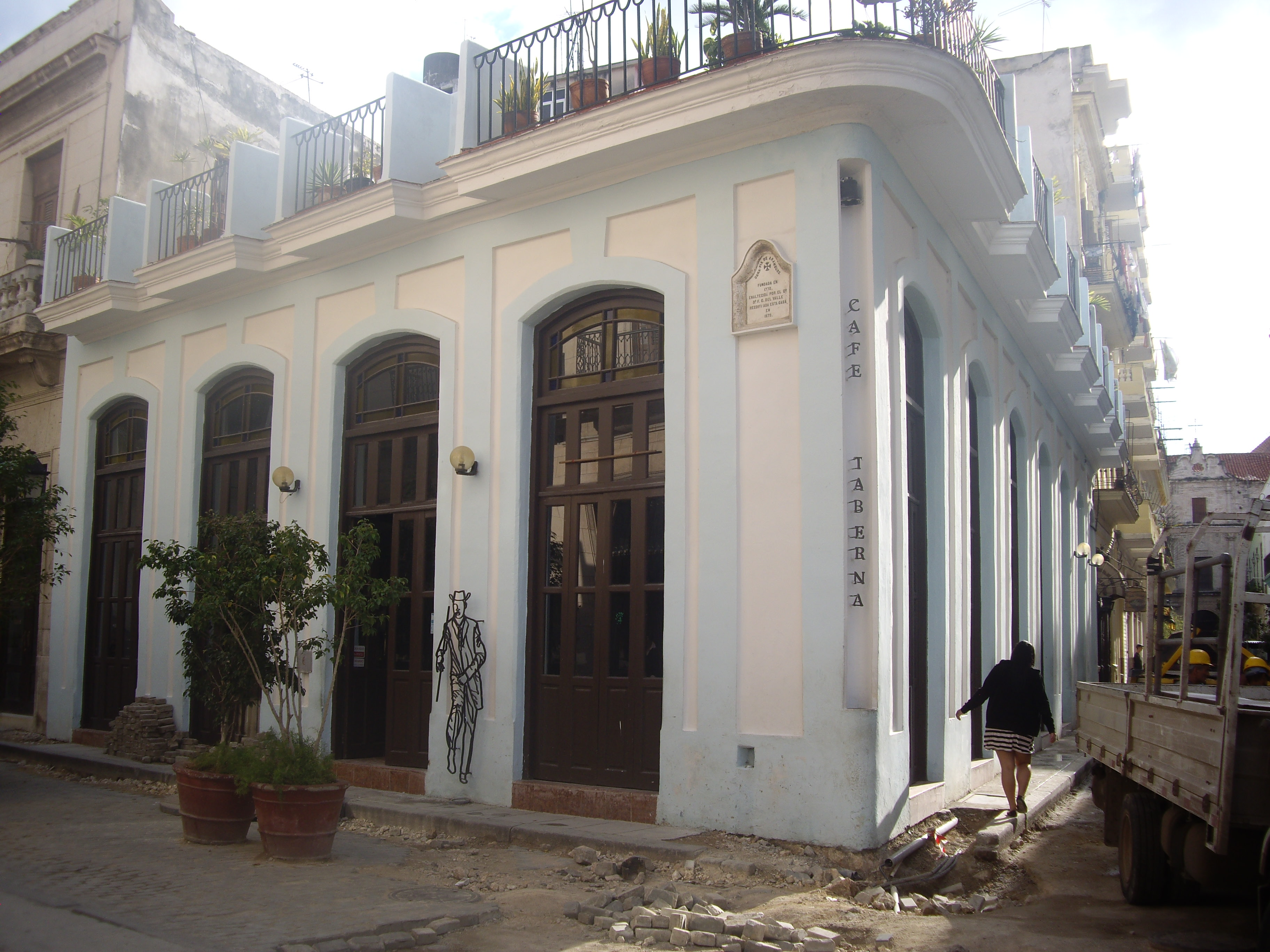
Il Café Taberna a Plaza Vieja
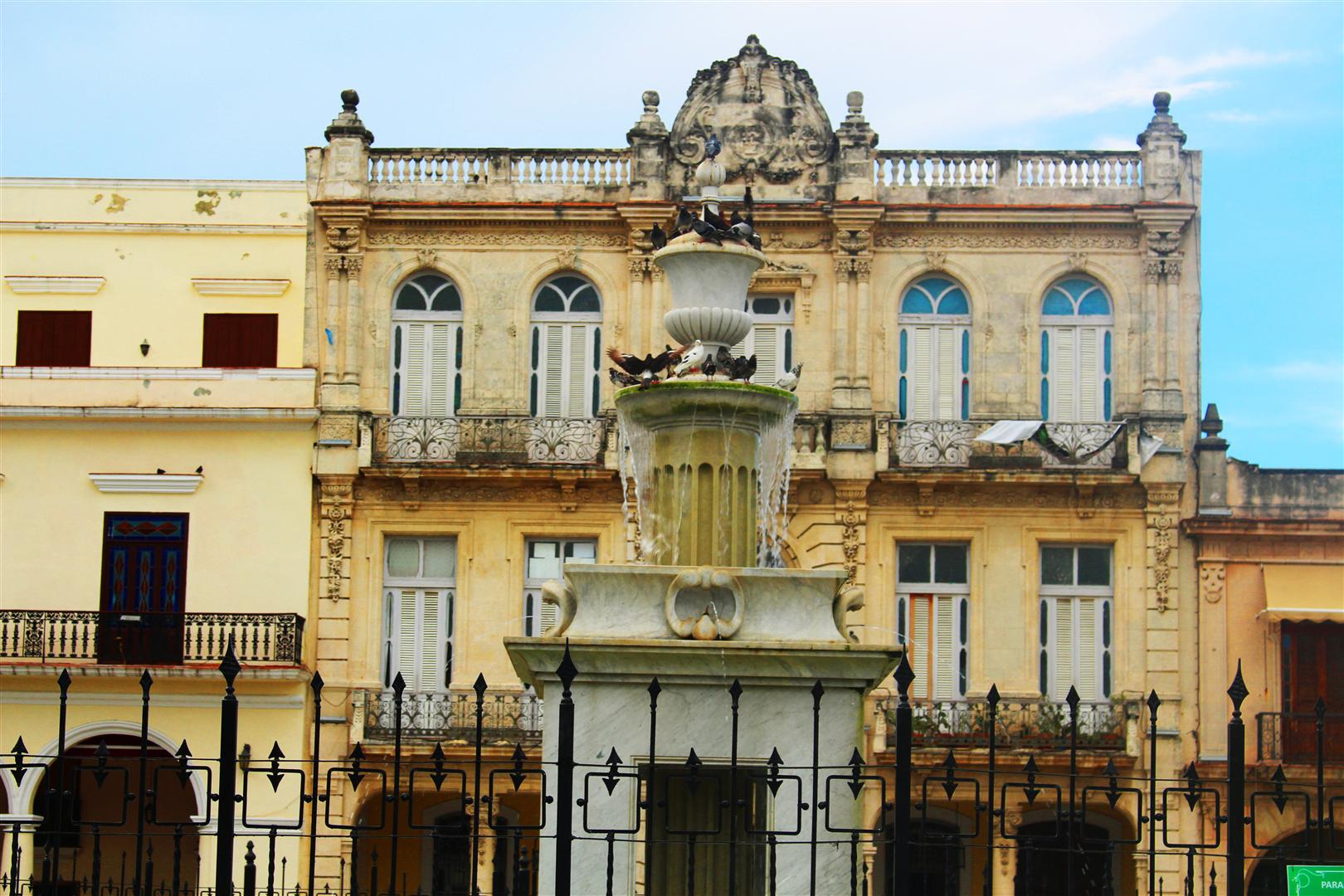
Plaza Vieja (2016)
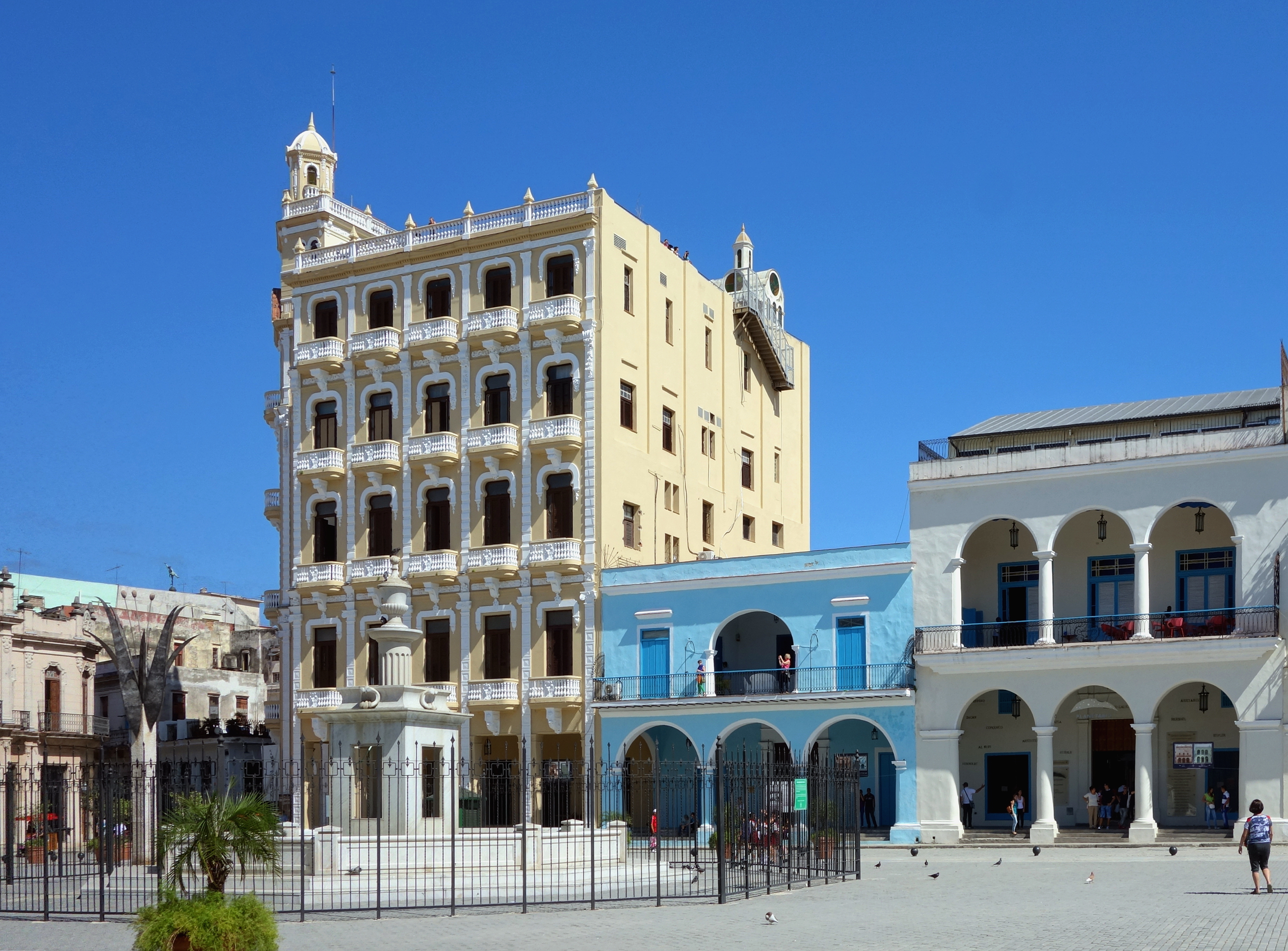
Scorcio di Plaza Vieja nel 2015
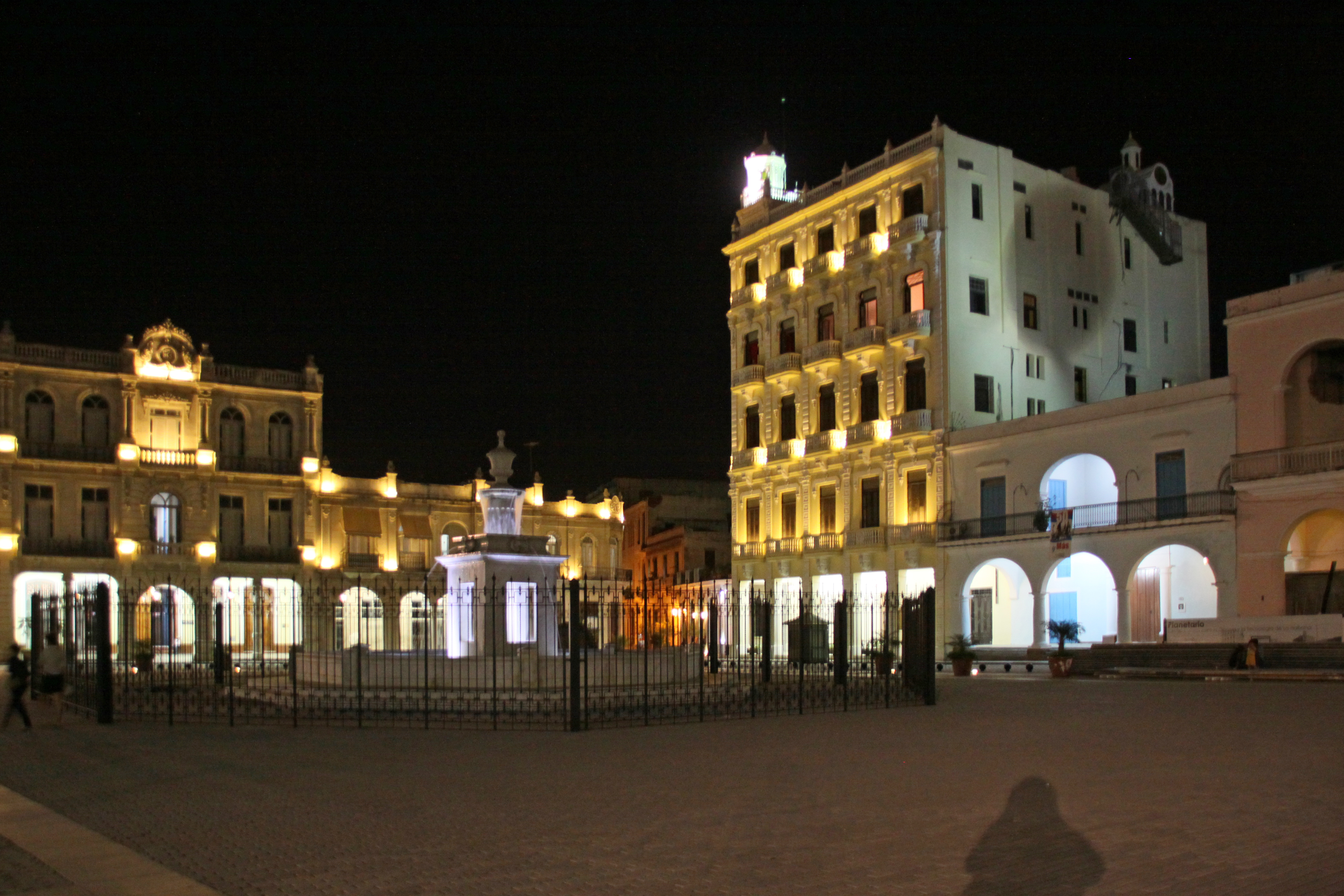
Visione notturna di Plaza Vieja nel 2009
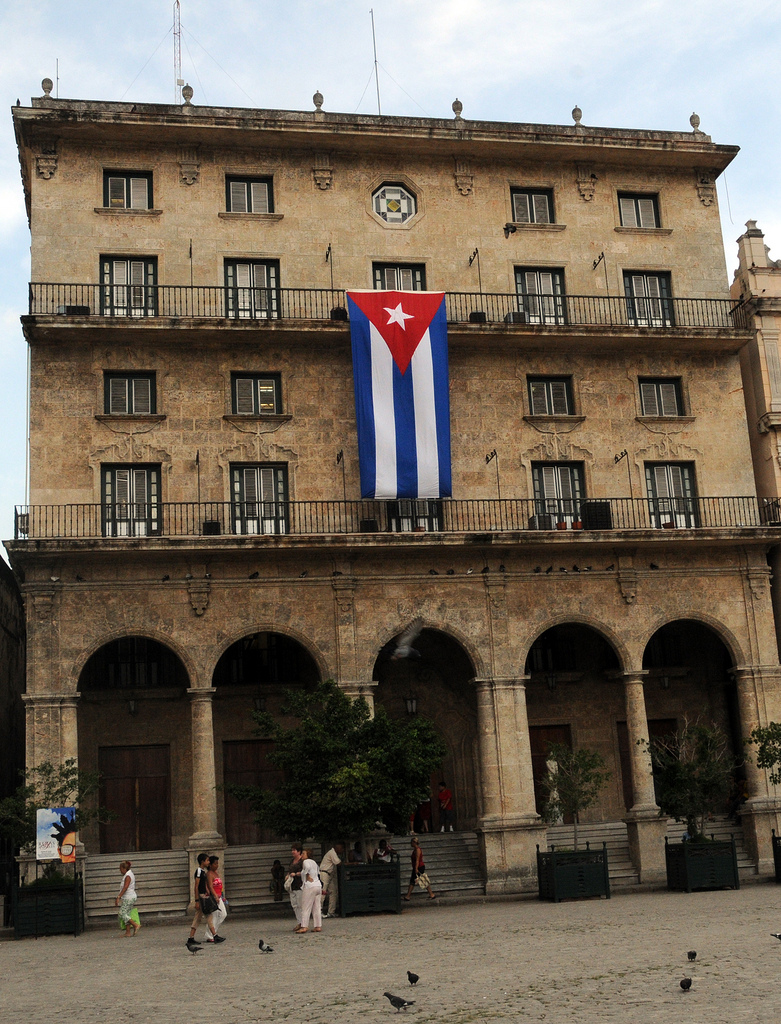
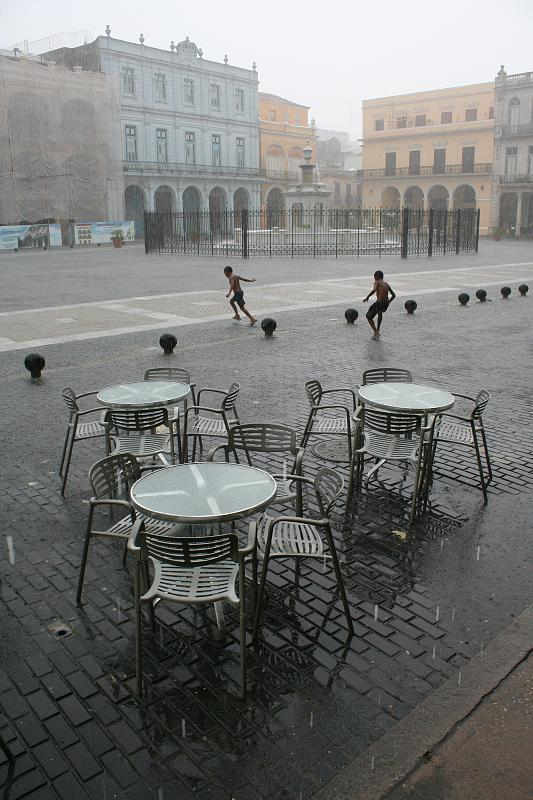
Scorcio di Plaza Vieja nel 2008